# Monestir de Rača

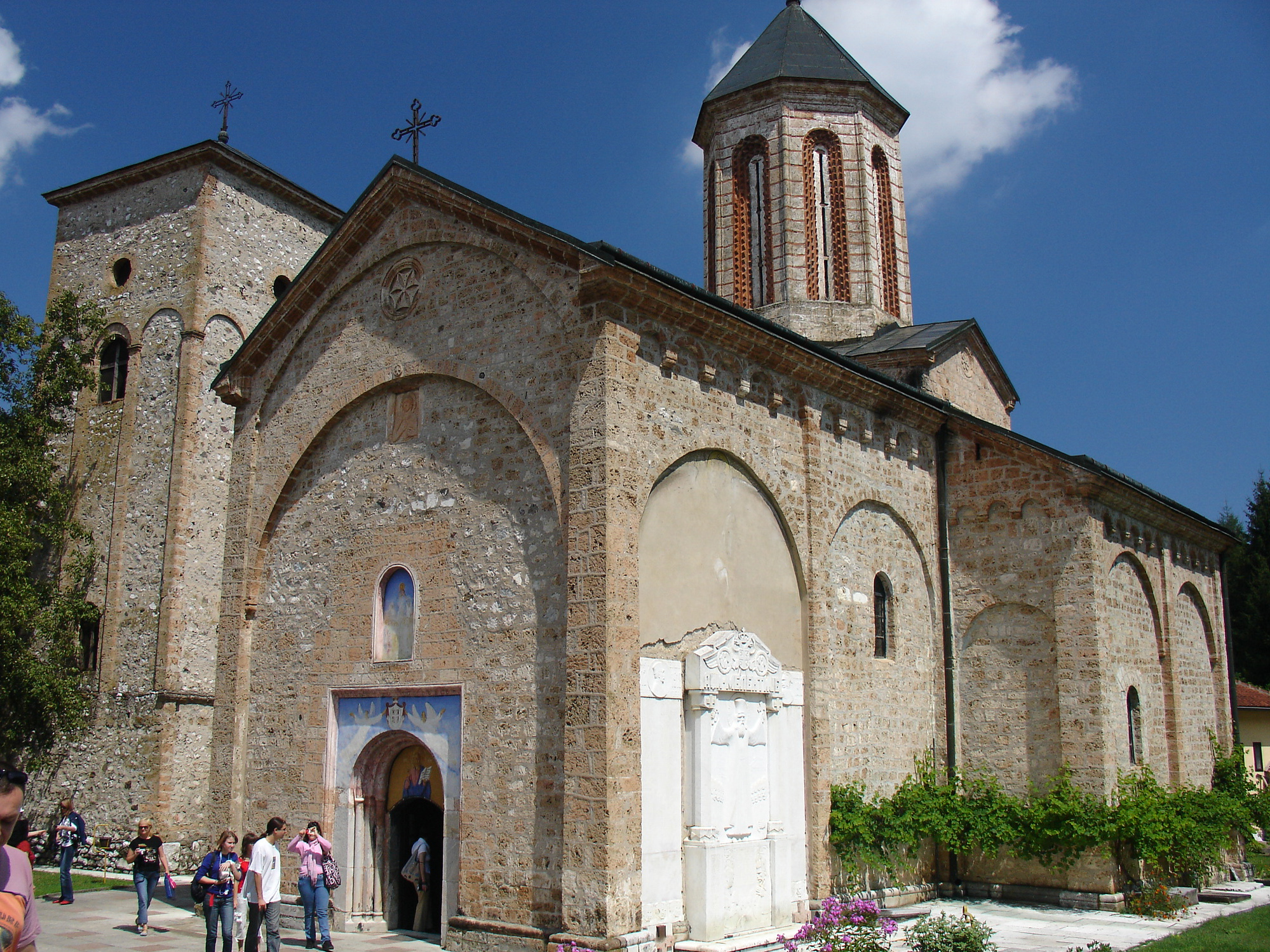
El monestir de Rača

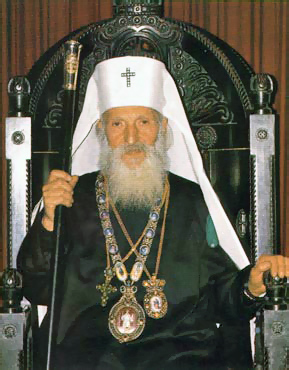
El Patriarca Pavle, que va ser monjo al monestir de Rača

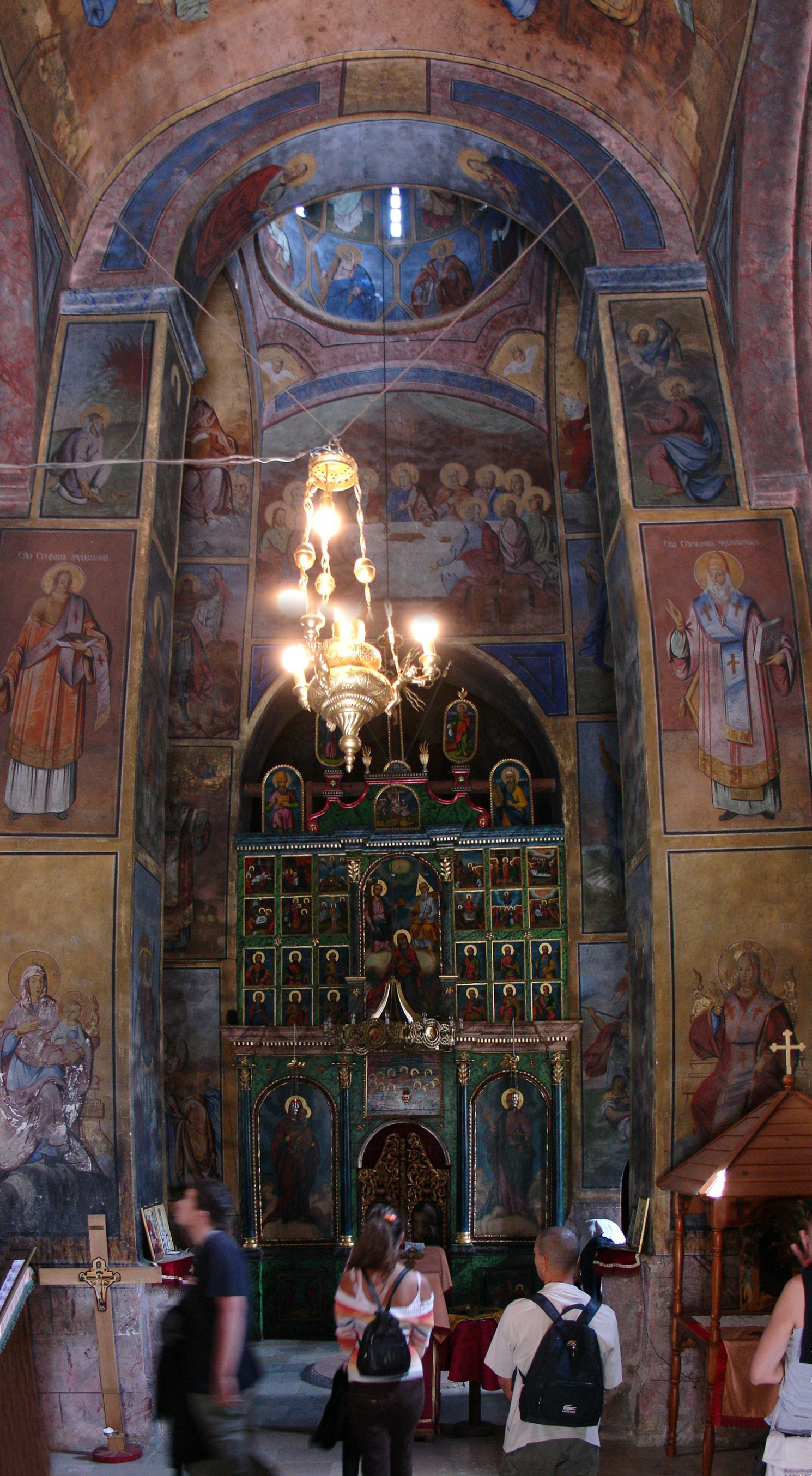
Interior del monestir

El monestir de Rača (en serbi: Манастир Рача, Manastir Rača) és un monestir ortodox serbi proper al poble de Rača i 7 km al sud de Bajina Bašta. El monestir de Rača va ser fundat pel rei Dragutin Stefan (1276-1282). L'actual església, dedicada a l'l'Ascensió de Crist, data de 1826.

## Història
Durant el període turc de la història de Sèrbia del segle xiv fins al començament del segle xix, el monestir va ser conegut pel seu scriptorium, que copiava llibres religiosos. Els monjos copistes de Rača són coneguts en la literatura sèrbia sota el nom de račans. Durant la guerra austro-turca de 1683-1699, molts serbis van donar suport als austríacs en la revolta contra els otomans, que governaven sobre el seu país. Després de llur derrota a la batalla de Cačanik el 1689, els austríacs es van retirar cap al nord; els aliats serbis, víctimes de les represàlies otomanes, van iniciar les grans migracions sèrbies conduïts pel patriarca Arsenije Čarnojević el (1690). Els monjos de Rača van abandonar el monestir. Alguns van refugiar-se a Budapest, on van fundar el monestir de Sant Andreu, que va esdevenir un dels centres més importants de la cultura sèrbia a Hongria. D'altres es van establir a Sirmia, a la muntanya de Fruska Gora, en monestirs com el de Beočin o el de Mala Remeta on van continuar la seva feina de copistes. Entre els més coneguts hi ha Jerotej Račanin, Kiprijan Račanin i Gavril Stefanović Venclović. Destruït pels turcs, el monestir de Rača va ser reconstruït el 1795 per Hadži Milentije Stefanović (1766-1824), abat del monestir que també s'uní als caps de la primera revolta sèrbia contra els turcs (1804-1813), i que va participar en l'alliberament de la ciutat d'Ožhissi. La bandera de Hadži Milentija, que data de 1807, encara es conserva avui dia al monestir. Durant la Segona Guerra Mundial, el monestir de Rača va albergar el cèlebre Evangeli de Miroslav, un manuscrit del segle xii avui dia conservat al Museu Nacional de Belgrad, inscrit l'any 2005 en la llista de la Memòria del Món de la UNESCO. Segons la tradició, el rei Pere II de Iugoslàvia hi va passar la nit, quan va haver de fugir de Belgrad el 1941. L'actual primat de l'Església Ortodoxa Sèrbia, el Patriarca Pavle, va ser monjo a Rača.